# Phyllobius pallidus
Phyllobius (Plagius) pallidus – gatunek chrząszcza z rodziny ryjkowcowatych i podrodziny Entiminae.
Gatunek ten został opisany po raz pierwszy w 1792 roku przez Johana Christiana Fabriciusa jako Curculio pallidus.
Chrząszcz o ciele długości od 3,5 do 4,8 mm, z wierzchu pokrytym drobnymi, brunatnomiedzianymi łuskami, poza tarczką, na której występują wyłącznie włoski. Stosunkowo krótkie czułki mają barwę brunatnoczerwoną z brunatnoczarnymi buławkami. Ryjek ma górną powierzchnię wyraźnie odseparowaną od czoła za pomocą poprzecznej bruzdy. Na pokrywach brak długich włosów, a łuski są okrągławe. Odnóża mają barwę brunatnoczerwoną z brunatnoczarnymi udami. Stopy mają zrośnięte pazurki, a uda wyraźne zęby.
Owad ten rozsiedlony jest od nizin po obszary pagórkowate, gdzie zasiedla ciepłe i świetliste stanowiska w lasach liściastych. Imagines spotyka się od maja do czerwca. Prowadzą aktywność dzienną. Są foliofagami. Żerują na liściach dębów, a rzadziej buków.
Gatunek palearktyczny, rozprzestrzeniony głównie w południowo-wschodniej części Europy. Stwierdzony został w północnych Włoszech, Austrii, Polsce, Czechach, Słowacji, na Węgrzech, Ukrainie, w Chorwacji, Bośni i Hercegowinie, Serbii, Czarnogórze, Mołdawii, Rumunii, Bułgarii, Albanii, Macedonii Północnej, Grecji, Rosji i Turcji. W Polsce znany jest z nielicznych stanowisk w południowej części kraju.